# Route nationale 462
Die N462 war von 1933 bis 1973 eine französische Nationalstraße, die zwischen Étalans und Saint-Gorgon-Main verlief. Ihre Länge betrug 19 Kilometer. 1978 wurde sie Teil der neuen N57. In diesem Zusammenhang erfolgte auch die Verlegung auf Umgehungsstraßen und der Ausbau zur Schnellstraße.